# ويلي سكوت
ويلي سكوت (بالإنجليزية: Willie Scott)‏ هو لاعب كرة قدم أمريكية أمريكي، ولد في 13 فبراير 1959 في نيوبيري في الولايات المتحدة.

## وصلات خارجية
- ويلي سكوت على موقع مرجع كرة القدم المحترفة.كوم (الإنجليزية)